# Sofia
Sofia ngheⓘ (tiếng Bulgaria: София Sofiya), là thủ đô và là thành phố lớn nhất của Cộng hòa Bulgaria với dân số 1.270.010 (là thành phố lớn thứ 14 ở Liên minh châu Âu), và dân số là 1.386.702 trong vùng đô thị, Đô thị Thủ đô. Thành phố nằm ở phía tây Bulgaria, dưới chân khối núi Vitosha, và là trung tâm hành chính, văn hóa, kinh tế và giáo dục của quốc gia này, là một Thành phố thế giới - Beta.
Là một trong những thủ đô cổ nhất châu Âu, thành phố này có lịch sử từ thế kỷ 8 trước Công nguyên, khi những người Thracia đã thiết lập một khu định cư ở đây. Các di tích trong lịch sử của thành phố vẫn hiện diện cùng với các công trình hiện đại trong thành phố này. Trải qua quá trình phát triển, Sofia đã từng có nhiều tên gọi. Các khu định cư tiền sử đã được khai quật ở trung tâm thành phố, gần hoàng cung cũng như ở các quận ngoại vi như Slatina và Obelya. Tường thành của thành phố được bảo quản tốt là một thành cổ có từ thế kỷ 7 trước Công nguyên.
Dân số Sofia giảm từ 70.000 vào cuối thế kỷ 18, qua 19.000 vào năm 1870, xuống còn 11.649 vào năm 1878 và bắt đầu tăng lên. Sofia có khoảng 1,23 triệu cư dân trong lãnh thổ 492 km², tập trung 17,5% dân số cả nước trong phần trăm thứ 200 của lãnh thổ quốc gia. Khu vực đô thị của Sofia có khoảng 1,54 triệu [9] cư dân trong phạm vi 5723 km², bao gồm Tỉnh Thành phố Sofia và một phần của tỉnh Sofia (Dragoman, Slivnitsa, Kostinbrod, Bozhurishte, Svoge, Elin Pelin, Gorna Malina, Ihtiman, Kostenets) và Pernik Province (Pernik, Radomir), chiếm 5,16% lãnh thổ quốc gia. Khu vực đô thị của Sofia dựa trên một giờ di chuyển bằng ô tô, trải dài trên phạm vi quốc tế và bao gồm Dimitrovgrad ở Serbia. Không giống như hầu hết các khu vực đô thị châu Âu, nó không được định nghĩa là một khu vực đô thị có chức năng đáng kể, nhưng thuộc loại có "nhiều chức năng hạn chế". Vùng đô thị Sofia có dân số 1,68 triệu người  và được tạo thành từ toàn bộ các Thành phố Sofia, Sofia và Pernik, bao gồm hơn 10.000 km².

## Hành chính
Thành phố Sofia là một trong 28 tỉnh của Bulgaria (không nên nhầm lẫn với tỉnh Sofia bao quanh nhưng không bao gồm trong thành phố này). Ngoài thành phố Sofia, tỉnh thủ đô bao gồm 3 thành phố khác và 34 làng, được chia thành 24 quận.

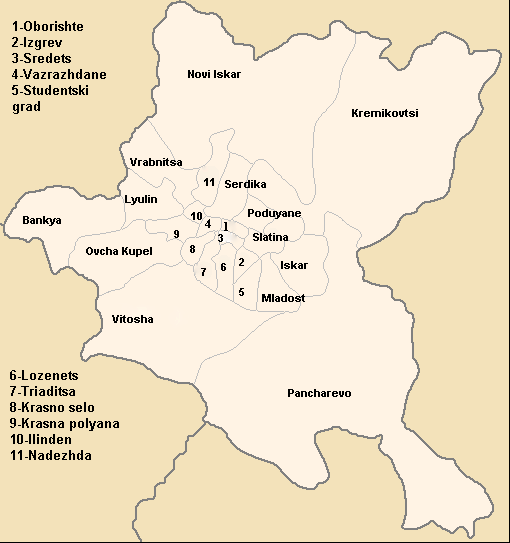
Quận của Sofia

Quận của thành phố Sofia:
| #                                                              | Tên            | Dân số    | Loại    |
| -------------------------------------------------------------- | -------------- | --------- | ------- |
| 1                                                              | Bankya         | 9.186     | Thị xã  |
| 2                                                              | Vitosha        | 42.953    | Ngoại ô |
| 3                                                              | Vrabnitsa      | 47.417    | Nội ô   |
| 4                                                              | Vazrazhdane    | 47.794    | Nội ô   |
| 5                                                              | Izgrev 3,1     | 33.611    | Nội ô   |
| 6                                                              | Ilinden        | 37.256    | Nội ô   |
| 7                                                              | Iskar          | 69.896    | Nội ô   |
| 8                                                              | Krasna polyana | 65.442    | Nội ô   |
| 9                                                              | Krasno selo    | 72.302    | Nội ô   |
| 10                                                             | Kremikovtsi    | 23.599    | Ngoại ô |
| 11                                                             | Lozenets       | 45.630    | Nội ô   |
| 12                                                             | Lyulin         | 120.897   | Nội ô   |
| 13                                                             | Mladost        | 110.852   | Nội ô   |
| 14                                                             | Nadezhda       | 77.000    | Nội ô   |
| 15                                                             | Novi Iskar     | 26.544    | Thị xã  |
| 16                                                             | Ovcha kupel    | 47.380    | Nội ô   |
| 17                                                             | Oborishte      | 36.000    | Nội ô   |
| 18                                                             | Pancharevo     | 24.342    | Ngoại ô |
| 19                                                             | Poduene        | 85.996    | Nội ô   |
| 20                                                             | Serdika        | 52.918    | Nội ô   |
| 21                                                             | Slatina        | 65.772    | Nội ô   |
| 22                                                             | Studentski     | 50.368    | Nội ô   |
| 23                                                             | Sredets        | 41.000    | Nội ô   |
| 24                                                             | Triaditsa      | 65.000    | Nội ô   |
|                                                                | Tổng           | 1.299.155 |         |
| Nguồn: NSI Lưu trữ ngày 3 tháng 4 năm 2013 tại Wayback Machine |                |           |         |

## Kinh tế

### Hàng không
Thành phố có sân bay Sofia.

## Địa lý
Sofia nằm phía tây Bulgaria, có vị trí ở trung tâm của vùng Balkan. Thành phố nằm ở phía tây thung lũng Sofia (Thung lũng Hoa hồng), sát chân núi phía bắc của khối núi Vitosha. Thành phố rộng 1344 km2.

### Khí hậu
Sofia có một khí hậu lục địa ôn hòa với biên đô nhiệt độ cao. Tháng nóng nhất là tháng 8 còn tháng lạnh nhất là tháng 1. Cho đến năm 1936, nhiệt độ trung bình là +10,0 °C (50 °F) và kể từ đó nhiệt độ đã tăng +0,5 °C (+1 °F). Lượng mưa trung bình hàng năm khoảng 650 mi-li-mét (25,6 in) với lượng mua mùa Hè cao và mùa Đông thấp. Sofia ít nóng vào mùa Hè hơn các vùng khác của Bulgaria do cao độ của khu vực này cao, dù đôi khi nhiệt độ có thể lên tới 40 °C.
| Dữ liệu khí hậu của Sofia (1952–2011)   | Dữ liệu khí hậu của Sofia (1952–2011) | Dữ liệu khí hậu của Sofia (1952–2011) | Dữ liệu khí hậu của Sofia (1952–2011) | Dữ liệu khí hậu của Sofia (1952–2011) | Dữ liệu khí hậu của Sofia (1952–2011) | Dữ liệu khí hậu của Sofia (1952–2011) | Dữ liệu khí hậu của Sofia (1952–2011) | Dữ liệu khí hậu của Sofia (1952–2011) | Dữ liệu khí hậu của Sofia (1952–2011) | Dữ liệu khí hậu của Sofia (1952–2011) | Dữ liệu khí hậu của Sofia (1952–2011) | Dữ liệu khí hậu của Sofia (1952–2011) | Dữ liệu khí hậu của Sofia (1952–2011) |
| Tháng                                   | 1                                     | 2                                     | 3                                     | 4                                     | 5                                     | 6                                     | 7                                     | 8                                     | 9                                     | 10                                    | 11                                    | 12                                    | Năm                                   |
| --------------------------------------- | ------------------------------------- | ------------------------------------- | ------------------------------------- | ------------------------------------- | ------------------------------------- | ------------------------------------- | ------------------------------------- | ------------------------------------- | ------------------------------------- | ------------------------------------- | ------------------------------------- | ------------------------------------- | ------------------------------------- |
| Cao kỉ lục °C (°F)                      | 19.0 (66.2)                           | 22.0 (71.6)                           | 27.5 (81.5)                           | 30.3 (86.5)                           | 34.0 (93.2)                           | 38.0 (100.4)                          | 41.0 (105.8)                          | 39.4 (102.9)                          | 36.1 (97.0)                           | 33.9 (93.0)                           | 25.5 (77.9)                           | 23.0 (73.4)                           | 41.0 (105.8)                          |
| Trung bình ngày tối đa °C (°F)          | 3.0 (37.4)                            | 5.6 (42.1)                            | 10.5 (50.9)                           | 15.8 (60.4)                           | 20.6 (69.1)                           | 24.4 (75.9)                           | 27.0 (80.6)                           | 27.2 (81.0)                           | 23.0 (73.4)                           | 17.1 (62.8)                           | 9.7 (49.5)                            | 4.5 (40.1)                            | 15.7 (60.3)                           |
| Trung bình ngày °C (°F)                 | −1.4 (29.5)                           | 0.6 (33.1)                            | 4.9 (40.8)                            | 10.0 (50.0)                           | 14.7 (58.5)                           | 18.2 (64.8)                           | 20.5 (68.9)                           | 20.3 (68.5)                           | 16.3 (61.3)                           | 11.0 (51.8)                           | 4.9 (40.8)                            | 0.4 (32.7)                            | 10.1 (50.2)                           |
| Tối thiểu trung bình ngày °C (°F)       | −5.0 (23.0)                           | −3.6 (25.5)                           | 0.0 (32.0)                            | 4.5 (40.1)                            | 9.0 (48.2)                            | 12.3 (54.1)                           | 14.0 (57.2)                           | 13.8 (56.8)                           | 10.2 (50.4)                           | 5.7 (42.3)                            | 0.9 (33.6)                            | −3.1 (26.4)                           | 5.0 (41.0)                            |
| Thấp kỉ lục °C (°F)                     | −24.0 (−11.2)                         | −25.0 (−13.0)                         | −16.1 (3.0)                           | −6.0 (21.2)                           | −2.0 (28.4)                           | 1.4 (34.5)                            | 2.0 (35.6)                            | 3.9 (39.0)                            | −1.0 (30.2)                           | −6.0 (21.2)                           | −15.0 (5.0)                           | −20.0 (−4.0)                          | −25.0 (−13.0)                         |
| Lượng Giáng thủy trung bình mm (inches) | 29.7 (1.17)                           | 31.7 (1.25)                           | 40.8 (1.61)                           | 76.7 (3.02)                           | 70.4 (2.77)                           | 71.9 (2.83)                           | 68.5 (2.70)                           | 56.7 (2.23)                           | 36.9 (1.45)                           | 42.8 (1.69)                           | 54.1 (2.13)                           | 41.1 (1.62)                           | 621.3 (24.46)                         |
| Số ngày giáng thủy trung bình           | 14.5                                  | 14.7                                  | 14.2                                  | 13.6                                  | 11.5                                  | 8.3                                   | 6.7                                   | 6.1                                   | 9.1                                   | 10.9                                  | 9.4                                   | 15.9                                  | 134.9                                 |
| Độ ẩm tương đối trung bình (%)          | 80.7                                  | 75.1                                  | 66.7                                  | 64.9                                  | 68.2                                  | 66.9                                  | 62.0                                  | 63.1                                  | 68.7                                  | 76.0                                  | 76.9                                  | 83.2                                  | 71.0                                  |
| Số giờ nắng trung bình tháng            | 82.2                                  | 110.6                                 | 158.1                                 | 181.5                                 | 232.5                                 | 266.5                                 | 303.8                                 | 283.7                                 | 213.0                                 | 170.5                                 | 108.0                                 | 62.0                                  | 2.172,3                               |
| Nguồn: Climatebase.ru                   |                                       |                                       |                                       |                                       |                                       |                                       |                                       |                                       |                                       |                                       |                                       |                                       |                                       |

## Dân số
Dân số trong giai đoạn 2004-2011 được ghi nhận như sau:
| Năm | 2004    | 2005    | 2006    | 2007    | 2008    | 2009    | 2010    | 2011    |
| --- | ------- | ------- | ------- | ------- | ------- | ------- | ------- | ------- |
| Dân số | 1138950 | 1148429 | 1154010 | 1156796 | 1162898 | 1165503 | 1174515 | 1208097 |
| From the year 1962 on: No double counting—residents of multiple communes (e.g. students and military personnel) are counted only once. |         |         |         |         |         |         |         |         |